# Gabrielle Bossis
Gabrielle Bossis (1874-1950) fue una escritora, actriz y mística católica francesa, discípula de Teresa de Lisieux . En su obra mística Él y yo, relata una serie de diálogos con Jesucristo, que se habría acercado a ella como una «voz interior» y que transcribió desde 1936 hasta 1950, poco antes de su muerte. Vivió en Nantes y en Fresne-sur-Loire (entonces en Loire-Inférieure ), donde está enterrada.

## Biografía
Gabrielle-Rose Bossis, nacida en Nantes el 26 de febrero de 1874, hija de Auguste Bossis y Clémence Barthélemy, es la última de cuatro hermanos de una familia adinerada, donde recibe el apodo de Gaby. A los seis años ingresó en la escuela de las Fieles Compañeras de Jesús en Nantes, donde destacó por su inteligencia y sus capacidades. En junio de 1886 hizo su Primera Comunión. Al finalizar de sus estudios, contrariamente a las expectativas de sus superiores, no se unió al convento sino que decidió llevar una vida secular, permaneciendo célibe y desarrollando una profunda vida interior dirigida hacia Dios, convirtiéndose en terciaria de San Francisco.
Durante la Primera Guerra Mundial, fue enfermera durante 4 años, primero en un hospital y luego en el frente cerca de Verdun, donde sufrió por la muerte de su sobrino Jean Caron.
A partir de 1923, a petición del párroco de Fresne-sur-Loire, donde residía en el verano, escribió varias obras de teatro, con un contenido espiritual y alegre combinado con un trasfondo moral y religioso, y en las que desempeñó un papel principal. Estas obras, publicadas y representadas en numerosas parroquias y patronatos, la dieron a conocer en toda Francia y otros países de Europa, América del Norte, África del Norte y Palestina.
Fue operada en 1949 de un cáncer de mama que se extendía a las vías respiratorias, y murió en Nantes el 9 de junio de 1950.

## Voz interior
El 22 de agosto de 1936, a la edad de 62 años, en el transatlántico Île-de-France que la llevó de gira a Canadá, Gabrielle Bossis escuchó por primera vez una misteriosa voz interior que la llamaba "mi hijita" y que escuchará repetidamente hasta dos semanas antes de su muerte. Transcribió las palabras que escuchó, y que atribuyó a Jesucristo, en 13 cuadernos durante 14 años.
En 1944 presentó sus notas a un amigo jesuita, Alphonse de Parvillez, luego al obispo de Nantes Jean-Joseph-Léonce Villepelet y a Jules Lebreton, decano de la Facultad de Teología de París . En 1948, publicó de forma anónima el primero de los siete volúmenes de su diario, titulado "Él y yo", con el Imprimatur y Nihil obstat del Ordinario del lugar, indicando que su contenido no contradice la doctrina de la Iglesia Católica en materia de fe o moral. El libro tuvo inmediatamente un gran éxito. La publicación continuó bajo el nombre del autor después de su muerte hasta 1967. Está traducido a varios idiomas.

## Obras

### Comedias
- El encanto
- Las ilusiones de Madame Dupont
- El recolector de brasas
- El mercader de lágrimas
- La leona
- Alma de muñeca
- Cantante callejero
- Las hierbas silvestres
- Una solterona y trece hijos
- Lunas de miel en reparación
- La lucecita de cuatro centavos
- Un marido en algodón
- Dos en Troyes y seis en Sète

### Ballets
- Muñecas mecánicas
- El alma del claro
- La reina Marie-Amélie en Serran
- El Circo de los Gigantes
- La mujer que perdió su sombra
- Rosas y palomas
- Las horas vividas
- Algas y Brisas
- Y hubo una vez
- La mujer con ojos de nomeolvides
- los joyeros
- Los grillos del hogar
- Los pecados capitales
- Seis esposas para un marido[2]

### Diario místico
- LUI et moi (en francés). Editions Beauchesne. 1948. p. 166. ISBN 978-2-7010-0479-2.
- Bossis, Gabrielle (1950). LUI et moi (en francés). Editions Beauchesne. ISBN 978-2-7010-0480-8.
- Bossis, Gabrielle. LUI et moi (en francés). Editions Beauchesne. ISBN 978-2-7010-0481-5.
- Bossis, Gabrielle. LUI et moi (en francés). Editions Beauchesne. ISBN 978-2-7010-0482-2.
- Bossis, Gabrielle (1953). LUI et moi (en francés). Editions Beauchesne. ISBN 978-2-7010-0483-9.
- Bossis, Gabrielle (1957). LUI et moi (en francés). Editions Beauchesne. p. 174. ISBN 978-2-7010-0484-6.
- Bossis, Gabrielle (1967). LUI et moi (en francés). Editions Beauchesne. ISBN 978-2-7010-0485-3.[3]